# Näbbnoshajar
Näbbnoshajar (Centrophoridae) är en familj av hajar. Centrophoridae ingår i ordningen pigghajartade hajar inom underklassen hajar och rockor. Enligt Catalogue of Life omfattar familjen Centrophoridae 18 arter.
Det vetenskapliga namnet är bildat av de grekiska orden kentron (tagg, stift) och pherein (föra med sig).
Arterna vistas i djupa havsområden, vanligen mellan 1000 och 1500 meter samt ibland till ett djup av 4000 meter. Utbredningsområdet är varm-tempererat till tropiskt. Liksom det svenska trivialnamnet antyder liknar arternas nos en näbb. Dessutom kännetecknas huvudet av gröna eller gula ögon. Den maximala kroppslängden är en meter men den nås bara av ett fåtal exemplar. Näbbnoshajar har två ryggfenor med taggar.
Individerna bildar stim. Honor föder upp till 12 ungar per tillfälle.
Släkten enligt Catalogue of Life:
- Centrophorus
- Deania